# Ravshan Zafarobod
Ravshan Zafarobod ist ein tadschikischer Fußballklub mit Sitz in Zafarobod. Aktuell spielt der Verein in der ersten Liga, der  Wysschaja Liga.

## Erfolge
- Tadschikischer Zweitligavizemeister: 2021  ▲

## Stadion
Der Verein trägt seine Heimspiele im 20.000 Personen fassenden Istaravshan Arena, auch als Istaravshan Sports Complex bekannt, in Istaravshan aus.

## Saisonplatzierung
| Saison | Liga                    | Level | Platz | Tajik Cup    |
| ------ | ----------------------- | ----- | ----- | ------------ |
| 2020   | Tajikistan First League | 2     | 4.    | Achtelfinale |
| 2021   | Tajikistan First League | 2     | 2. ▲  | Vorrunde     |
| 2022   | Wysschaja Liga          | 1     | 10. ▼ | Achtelfinale |
| 2023   | Tajikistan First League | 2     |       |              |

## Trainerchronik
| Trainer              | Nation                 | von            | bis           |
| -------------------- | ---------------------- | -------------- | ------------- |
| Rakhmatullo Fuzaylov | Tadschikistan Russland | 1. Januar 2022 | 22. Juli 2022 |
| Khurshid Yuldoshev   | Usbekistan             | 22. Juli 2022  | heute         |